# Vicente Castaño Gil

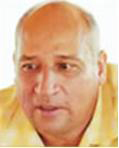
Vicente Castaño

José Vicente Castaño Gil (* 2. Juli 1957 in Amalfi, Kolumbien), auch bekannt als El Profe, ist ein kolumbianischer Drogenhändler und rechter Paramilitär. Er war Führer der Autodefensas Unidas de Colombia (AUC), einer rechtsgerichteten paramilitärischen Organisation, und ist der mutmaßliche Chef der kriminellen Vereinigung Águilas Negras. Vicente Castaño ist der Bruder von Fidel Castaño, dem ehemaligen Anführer von Los Pepes und Gründer der Autodefensas Campesinas de Córdoba y Urabá (ACCU) sowie Carlos Castaño Gil, der die AUC bis zu seinem Tod leitete. Vicente wird beschuldigt, die Ermordung seines Bruders Carlos angeordnet zu haben.

## Laufbahn
Vicente Castaño wurde als Sohn eines Großgrundbesitzers in der kolumbianischen Departamento de Antioquia geboren und wurde gemeinsam mit seinen Brüdern katholisch erzogen. Er war der sechste unter zwölf Geschwistern. Als er 12 Jahre alt war, brach er die Schule ab, um seinem Vater bei den landwirtschaftlichen Aufgaben zu helfen. Im Alter von 18 Jahren verließ er das Dorf und ging in das benachbarte Venezuela, wo er auch zwei Jahre lang in der Landwirtschaft arbeitete. Zurück in Kolumbien arbeitete Castaño mit seinem Bruder Fidel Castaño in vielen Unternehmen, darunter einer Kneipe, einer Goldbörse in Segovia und der Landwirtschaft. Sie zogen später nach Medellín, wo sie im Lotteriegeschäft tätig waren. Fidels Vater Jesús Antonio wurde dann von der linken Guerillagruppe FARC von seiner Finca El Hundidor entführt. Auch nach mehreren Lösegeldzahlungen, die aber nicht die Höhe der geforderten Summe erreichte, wurde sein Vater nicht freigelassen. 1981 teilte die FARC ihm mit, dass sein Vater von ihnen ermordet wurde. Daraufhin verfeindete sich die Familie Castaño mit der FARC und gab zu verstehen, dass sie aus Rache gegen die Guerillagruppen in den Kampf ziehen werde. Vicente wurde Mitglied der paramilitärischen Gruppe ACCU, welche für schwere Kriegsverbrechen verantwortlich gemacht wird. Die ACCU ging später in der AUC auf.
Nach der Demobilisierung der ACU wurde er beschuldigt, seinen Bruder und ehemaligen AUC-Führer Carlos Castaño ermordet zu haben. Ihm wird zudem sowohl von der kolumbianischen Regierung als auch von der Regierung der Vereinigten Staaten vorgeworfen, mit Drogen gehandelt zu haben. Im August 2004 beantragten die Vereinigten Staaten offiziell seine Auslieferung. Castaño bleibt jedoch flüchtig und ist der mutmaßliche Chef der kriminellen Vereinigung Águilas Negras, die sich aus ehemaligen paramilitärischen Mitgliedern der AUC zusammensetzt.

## Möglicher Tod
Mehrere Quellen behaupten, Castaño sei auf Befehl von Diego Murillo Bejarano (Don Berna) aufgrund von Territorialstreitigkeiten ermordet worden.